# 善徳女王 (テレビドラマ)
『善徳女王』（ソンドクじょおう）は、2009年5月25日から2009年12月22日までMBCで放送された韓国のテレビドラマ。朝鮮半島で初の女性統治者となった新羅第27代王・善徳女王の生涯をフィクションを交えて描いた時代劇である。総制作費は250億ウォン（約20億円）で、韓国では最高視聴率が40%以上を記録し、当初全50話の予定を12話延長して全62話の放送となり、2009年に韓国で放送されたテレビドラマで最も平均視聴率の高い作品となった。

## 制作
脚本は、キム・ヨンヒョンとパク・サンヨンが共同で執筆した。キム・ヨンヒョンは『宮廷女官チャングムの誓い』（2003年 - 2004年、MBC）や『薯童謠 ソドンヨ』（2003年、SBS）、『H.I.T. -女性特別捜査官- 』（2007年、MBC）などを書いた脚本家で、パク・サンヨンは映画『JSA』の原作小説『DMZ』の著者であり、『H.I.T. -女性特別捜査官-』ではキム・ヨンヒョンとともに脚本執筆を担当した脚本家・小説家である。演出は、パク・ホンギュンとキム・グノンが担当した。

## 放送
韓国では、MBCで2009年5月25日から2009年12月22日まで全62回にわたって毎週月曜日と火曜日の21時55分から毎回約1時間放送された。
日本では、KNTVやBSフジなどで『善徳女王』あるいは『善徳女王 - The Great Queen Seondeok -』（ソンドクじょおう - ザ グレート クイーン ソンドク -）のタイトルで放送された。KNTVでは2009年08月29日から放送された。BSフジでは、2009年10月22日から2011年1月27日まで全62話で放送された。

## 評価

### 視聴率
韓国では2009年11月9日に放送された第49話が43.6%の視聴率を記録し、本ドラマの最高視聴率となった。2009年12月22日に放送された最終回の視聴率は35.7%だった。

### 受賞歴
2009年 MBC演技大賞
- 大賞：コ・ヒョンジョン - 美室（ミシル）役
- 最優秀賞（男性）：オム・テウン - 金庾信（キム・ユシン）役
- 最優秀賞（女性）：イ・ヨウォン - 徳曼（トンマン）/ 善徳（ソンドク）女王役
- 優秀賞（男性）：キム・ナムギル - 毗曇（ピダム）役
- 新人賞（男性）：ユ・スンホ - 金春秋（キム・チュンチュ）役、イ・スンヒョ - 閼川（アルチョン）役
- 黄金演技賞（助演俳優）：アン・ギルガン - 柒宿（チルスク）役、ソ・ヨンヒ - 昭火（ソファ）役
- 視聴者が選ぶ今年のドラマ賞：『善徳女王』
- ネットユーザーが選ぶベスト・カップル賞：イ・ヨウォン & キム・ナムギル
- PD賞：シン・グ - 乙祭（ウルチェ）役
- 子役賞：ナム・ジヒョン - 徳曼（トンマン）/ 善徳（ソンドク）女王（少女時代）役
- 特別賞：キム・ソンシル - 武術監督
- 今年の作家賞：キム・ヨンヒョン / パク・サンヨン - 脚本

2010年 百想芸術大賞
- 大賞（テレビ番組部門）：コ・ヒョンジョン - 美室（ミシル）役
- 新人男優演技賞（テレビ番組部門）：キム・ナムギル - 毗曇（ピダム）役

## 登場人物

### 主要人物
オープニングの登場順
- 徳曼（トンマン）/ 善徳（ソンドク）女王：イ・ヨウォン / 少女期：ナム・ジヒョン

新羅第27代王。チンピョン王とマヤ王妃の間に生まれた双子の妹。
" 王に双子が誕生すると聖骨（ソンゴル）の男子が絶える " という言い伝えのために存在を隠され、タクラマカン砂漠で侍女のソファに育てられる。姉のチョンミョンと出会い、自身が王女であることを知ると、ユシンたちの協力を得てミシルとの戦いに挑む。
- 美室（ミシル）：コ・ヒョンジョン / 少女期：ユイ

チヌン大帝の寵愛を受ける側室。卓越した政治感覚と美貌を駆使し、新羅を牛耳る妖婦。真骨（チンゴル / ジンゴル）。宮主（クンジュ）、璽主（セジュ。玉璽（王の印章）の管理者）、源花（ウォンファ）。
チヌン大帝、チンジ王、チンピョン王の王妃の座を狙うも果たせず、上大等（サンデドゥン。現在の総理大臣）である夫のセジョンを王にするために策略を巡らせる。
史実では、『花郎世記』以外には登場しないため、架空の人物であるともされる。
- 金庾信（キム・ユシン）：オム・テウン / 少年期：イ・ヒョヌ

キム・ソヒョンとマンミョンの息子。伽耶出身（金官伽耶（クムグァンカヤ）の王族の子孫）。後の第15代風月主（プンウォルチュ。花郎（ファラン。青年部隊のリーダー）の首長）。龍華香徒（ヨンファヒャンド）の首長。道着は青色。
冷静沈着な努力家。ミシルの手下に命を狙われていたチョンミョンを救ったことで徐羅伐（ソラボル。新羅の首都）に呼ばれ、チョンミョンからトンマンを郎徒（ナンド。花郎に仕える青年）にするよう頼まれる。やがてトンマンを愛するようになるが、三国統一（三韓一統）の夢のために同志となる。
史実では、韓国の歴史上きっての英雄であり、新羅第42代王・興徳（フンドク）王の時代になってから、" 興武（フンム）大王 " に追尊された。
- 天明（チョンミョン）：パク・イェジン / 少女期：シン・セギョン / 幼年期：キム・ユジョン

チンピョン王とマヤ王妃の間に生まれた双子の姉。公主（クンジュ / コンジュ）。
華やかな宮殿で美しく育ち、夫のキム・ヨンスとの間に息子のチュンチュをもうける。ミシルを警戒して感情を隠しているが、権力の情勢を見極めて逆転の機会を狙う。ヨンスを失ったのち、従弟のユシンに秘めた愛情を抱くようになる。
- 毗曇（ピダム）：キム・ナムギル / 少年期：パク・チビン

ムンノの弟子。本名は炯宗（ヒョンジョン）。
ミシルがチンジ王を誘惑して産んだ息子だが、正妃になる目的を果たせなかったミシルに生後間もなく捨てられる。ムンノに育てられ、自由奔放で武術に長けた青年に成長する。ウルチェと取引したソヒョンの配下に命を狙われたトンマンを助けて友情を育み、次第に愛するようになるが、やがて自身の出生の秘密を知り苦悩することになる。
史実では、史料に乏しいものの上大等になっていることから、真骨の貴族であると推測されている。
- 金春秋（キム・チュンチュ）：ユ・スンホ

王孫。後の新羅第29代王・武烈（ムヨル）王で、第18代風月主。キム・ヨンスとチョンミョンの息子。トンマンの甥。真骨。
若さに似合わぬ冷徹さと、鋭い洞察力を併せ持つ野心家。トンマンやユシンと共に三国統一（三韓一統）の礎を築く。
- 白浄（ペクチョン）王子 / 真平（チンピョン）王：チョ・ミンギ / 青年期：ペク・チョンミン / 少年期：カン・サン

新羅第26代王。トンマンとチョンミョンの父。チヌン大帝の長男である銅輪（トンニュン）王子とマノの息子。チンジ王の甥。
若くして王になるが、実権はミシルに握られてきた。
- 金舒玄（キム・ソヒョン）：チョン・ソンモ

キム・ユシンの父。チンピョン王の義弟かつ従兄弟にあたる。真骨。
マンミョンと駆け落ちしたために徐羅伐から追放され、マンノ郡の太守を務めていたが、チョンミョンの機転で徐羅伐に戻る。数少ない王側の大等（テドゥン。大臣）。
- 乙祭（ウルチェ）：シン・グ

領客府令（ヨンゲクプリョン。現在の外務大臣）。
王側の筆頭の大等だが、王室を護るためにトンマンを殺そうとする。
史実では、上大等。
- 美生（ミセン）：チョン・ウンイン

ミシルの弟。第10代風月主。礼部令（イェブリョン。礼部の長官）。テナムボの父。
お調子者で頭が回り、主に政治面でミシルの手足となって働く。10人以上の妻妾と、100人以上の子女を持つ。
- 薛原（ソルォン）：チョン・ノミン

第9代風月主。兵部令（ピョンブリョン。兵部の首領）。ミシルの情夫。ポジョンの父。
元々の身分は低いが、武術や知略に優れ、チヌン大帝に認められて出世する。チヌン大帝から崩御後にミシルを誅殺するよう勅命を受けていたが、勅書を闇に葬る。公私ともにミシルを心から慕い、影として寄り添う。
- 世宗（セジョン）：トッコ・ヨンジェ

第6代風月主。上大等。ミシルの夫。ハジョンの父。イサブとチヌン大帝の生母である只召（チソ）太后（法興王の娘）の息子。
王位継承者がいない場合は上大等が王位を継ぐことができるため、ミシルはセジョンを王にしようとしていた。
- 摩耶（マヤ）王妃：ユン・ユソン / 少女期：パク・スジン

チンピョン王の正室。トンマンとチョンミョンの母。キム・チュンチュの祖母。
物語序盤では、王妃の座を狙うミシルに命を狙われるが、奇跡的に生還する。双子の姉妹を出産後に3人の王子を産んだが、言い伝えどおり相次いで亡くしている。
- 誓理（ソリ）：ソン・オクスク

上天官（サンチョングァン。巫女のトップで、祭天の総責任者）。
ミシル一派だが転機も感じており、トンマンに女王の姿を見る。
- 万明（マンミョン）：イム・イェジン

キム・ユシンの母。チンピョン王の異父妹。トンマンとチョンミョンの叔母。
- 昭火（ソファ）：ソ・ヨンヒ

チンピョン王の信頼厚い侍女。トンマンの育ての母。
おっとりとした性格でそそっかしい面もあるが、愛情深く芯のある女性。タクラマカン砂漠の砂嵐で、トンマンと生き別れになる。
- 柒宿（チルスク）：アン・ギルガン

ミシルの護衛武士。元日月星徒（イロルソンド）の花郎。
実力はムンノと双璧をなす。ミシルの命により、執拗にトンマンとソファを追う。
史実では、伊飡（イチャン。真骨のうち2番目の官位）。
- 竹方（チュクパン）：イ・ムンシク

龍華香徒（ヨンファヒャンド）の郎徒。
元詐欺師で、頭がきれる。トンマンを騙そうとして知り合い、ともに郎徒になる。
中国の名医、華佗（ファダ）を名乗り、医師の腕を発揮している。
- 高島（コド）：リュ・ダム

龍華香徒（ヨンファヒャンド）の郎徒。
チュクパンの弟分。体が大きく力が強いが、おとぼけで気が弱い。
- 金龍春（キム・ヨンチュン）：ト・イソン

第13代風月主。チンピョン王の従弟。数少ない王側の大等。チヌン大帝の次男であるチンジ王の息子。キム・ヨンスの弟。
父王の廃位により、聖骨から真骨に格下げとなった。
- 石品（ソップム）：ホン・ギョンイン / 少年期：ノ・ヨンハク

青龍翼徒（チョンニョンイクト）の首長。道着は紫色。
ソルォンやチルスクと同様にミシルを慕い、強い恩義を抱いている。
- 夏宗（ハジョン）：キム・ジョンヒョン

第11代風月主。ミシルとセジョンの息子。ミセンの甥。調府令（チョブリョン。調府の長官）。
異父弟のポジョンとその父のソルォンへの対抗心が強く、何かと見下す発言をする。短気で軽率だが、目先の利益には誰よりも鼻が利く。
- 虎才（ホジェ）：コ・ユヌ

第14代風月主（本作における現役の風月主）。真骨の花郎。中小貴族。
マヤ王妃の弟である虎林（ホリム）がモデルだが、本作でそのような描写はない。
- 宝宗（ポジョン）：ペク・トビン / 少年期：クァク・チョンウク

日月星徒（イロルソンド）の首長。道着は赤色。ミシルとソルォンの息子。
武芸においては現役の花郎で最強とされ、比才（ピジェ。腕比べ）で負けたことはない。常にユシンと対峙し、潰すことを狙う。
『花郎世記』では、第16代風月主かつチンピョン王の娘婿だが、本作でそのような描写はない。
- 雪地（ソルチ）：チョン・ホグン

復耶会の副首領。伽耶の鉄製武器職人。
- 文弩（ムンノ）：チョン・ホビン

国仙（ククソン。花郎の総指導者）。元護國仙徒（ホグクソンド）の花郎。第8代風月主。
ピダムの育ての親だが、育て方に苦悩する。将来的にはピダムとトンマンを結婚させ、ピダムに三国統一（三韓一統）の夢を託そうと考えていたが、その考えに反対するソファにトンマンを連れ去られしまい、計画は頓挫してしまった。物語中盤で、ユシンこそが三国統一（三韓一統）を果たす器を持つ男だと判断し、ピダムではなくユシンにその夢を託すことを決める。ヨムジョンの協力を得ながら、朝鮮半島の詳細な地図である『三韓地勢』を執筆する。
史実では、伽耶の王女の息子だが、コチルブの娘でミシルの従姉妹であるユングンと結婚し、真骨となった。

### その他の登場人物

#### 徐羅伐十花郎
新羅のエリート花郎。新羅の都である徐羅伐にちなみ、" 徐羅伐十花郎 " と呼ばれる。下記の人物の他に、ポジョンとソップムを含んだ10人のことを指す。
- 閼川（アルチョン）：イ・スンヒョ / 少年期：ホ・ヒョフン

飛天之徒（ピチョンジド）の花郎。道着は黄色。後の侍衛府令（シウィブリョン。侍衛府の首領）。
チョンミョンを慕っているが、他の花郎と同様に初めはユシンや龍華香徒を見下していた。チョンミョンの命により、百済との戦では龍華香徒と行動を共にする。その戦でユシンやトンマンたちと友情を育み、固い絆と忠誠で結ばれる。物語中盤には、トンマンの近衛花郎に任命され、王女付きの花郎となった。
- 林宗（イムジョン）：カン・ジフ / 少年期：キム・ソク

護國仙徒（ホグクソンド）の花郎。道着は緑色。
王室付きの花郎。任務に忠実。
- 徳充（トクチュン）：ソ・ドンウォン / 少年期：イ・ドヒョン

梨花征徒（イファジョンド）の花郎。道着は小豆色。
ポジョンと親しい。
- 朴義（パグィ）：チャン・ヒウン / 少年期：ソ・サンウォン

冬栢梅徒（トンベクメド）の花郎。道着は茶色。
ポジョンと親しい。
- 弼呑（ピルタン）：イ・サンヒョン / 少年期：キム・テジン

玄武信徒（ヒョンムシンド）の花郎。道着は紺色。
上州の幢主であるチュジンの息子。ハジョンの配下。
- 先烈（ソニョル）：チェ・サンジョ / 少年期：オ・ウンソク

雲上人徒（ウンサンインド）の花郎。道着は薄紅色。
ポジョンと親しい。
- 王允（ワンニュン）：キム・ドンヒ / 少年期：チェ・ウソン

天市垣徒（チョンシウォンド）の花郎。道着はすみれ色。
ハジョンの配下。
- 大男甫（テナムボ）：リュ・サンウク / 少年期：キム・サンビン

白虎飛徒（ペッコビド）の花郎。道着は水色。ミセンの息子。
ミセン曰く、100人以上いるミセンの子女のなかで最も優秀。

#### 王室
- 真興（チヌン）大帝 ：イ・スンジェ

新羅第24代王。只召（チソ）太后の息子。トンマンとチョンミョン、ユシン、チュンチュの曾祖父。
征服戦争によって新羅の領土を広げた。
- 金輪（クンニュン）王子 / 真智（チンジ）王：イム・ホ

新羅第25代王。チヌン大帝の次男。
ミシルの支援を受けて王となるが、王妃にする約束を反故にしたため廃位させられた。そのため息子のヨンスとヨンチュン、孫のチュンチュは聖骨から格下げされ、真骨となった。
- 金龍樹（キム・ヨンス）：パク・チョンチョル

チンジ王の息子。ヨンチュンの兄。
チョンミョンと結婚してチュンチュをもうけたが、百済との戦でミシル側の兵士に謀殺されてしまう。
- 万呼（マノ）：チョン・ヘソン

チンピョン王とマンミョンの母。チヌン大帝の異父妹。
チンピョン王の在位期にはすでに出家していた。

#### ミシル一派
- 呂吉賛（ヨ・ギルチャン）：イ・ジョンヒョン

百済との国境にある速含（ソッカム）城の城主。
- 領毛（ヨンモ）：キュリ

ハジョンと、ソルォンの娘である美毛（ミモ）の間に生まれた娘。
物語中盤でユシンの妻となる。
- 宝良（ポリャン）：パク・ウンビン

ポジョンの娘。
物語中盤でチュンチュの妻となる。
- 雪梅（ソルメ）：チョ・ミョンジン

神官。ソリの部下。
マヤ王妃が双子を出産した際に、助産師として先に出生したチョンミョンを取り上げた。
- 月天（ウォルチョン）：オ・ヨンス

伽耶出身の格物士。和徳（ファドク）寺の大師。
専門は数学や天文学だが、医術にも優れている。大伽耶（テカヤ）が滅んだ際に、あやうく殺されそうになっていたところをサダハムに助けられる。
- 山啄（サンタク）：カン・ソンピル

日月星徒（イロルソンド）と青龍翼徒（チョンニョンイクト）の郎徒。
チュクパンたちとやり合うのがお約束のおとぼけなキャラクターだが、男気があり、任務にも真摯に取り組む。常に政敵側に属しているものの、どこか憎めない一面を持つ。
- 協成（ヒョプソン）：キム・ドンス

日月星徒（イロルソンド）と青龍翼徒（チョンニョンイクト）の郎徒。

#### 回想シーンにおける登場人物
- 居柒夫（コチルブ）：キム・ギヒョン

新羅初の国史の編纂における中心人物。ムンノの義父。
風流を愛する才人で、文字魔方陣作りや細筆を得意とする。トンマンとチョンミョンが生まれた日、チンピョン王に手紙を送ったあとに亡くなってしまう。
史実では、チンジ王の時代に上大等を務めている。
- 弩里夫（ノリブ）：ムン・フェウォン

チンピョン王が即位した頃の上大等。
- 異斯夫（イサブ）：クォン・ソンドク

セジョンの父。
新羅が伽耶を滅ぼした際には将軍を務めている。
史実では、国史の編纂を上奏している。
- 斯多含（サダハム）：パク・チェジョン

第5代風月主。元冬栢梅徒（トンベクメド）の花郎。新羅の副将。ミシルの初恋の人。
伽耶との戦から帰ってきたらミシルと結婚する約束をしていたが、ミシルはサダハムが帰る前にセジョンと結婚してしまっていた。その後、親友のあとを追って自害してしまう。

#### 百済
- 具佩（クペ）：ト・シガン

百済の将軍。
- 階伯（ケベク）：チェ・ウォニョン

百済の将軍。達率（タルソル）。
赤い鎧に身を包み、機動力に勝る遊軍を率いて新羅軍を苦しめる。
- 允忠（ユンチュン）：イ・デヨン

百済の将軍。

#### その他
- 月夜（ウォルヤ）：チュ・サンウク

復耶会の首領。大伽耶の王族である月光（ウォルグァン）太子の息子。
伽耶の復興を目指して秘密結社である復耶会を結成し、機会を狙う。
- 時烈（シヨル）：ムン・ジユン / 少年期：シン・テフン

ユシンに長く仕えている龍華香徒（ヨンファヒャンド）の郎徒。
熱くなりやすいが、非常に臆病な性格。
- 谷使欣（コクサフン）：チョン・ヨンビン / 少年期：チョン・ヒョンミン

ユシンに長く仕えている龍華香徒（ヨンファヒャンド）の面長の郎徒。
- 大風（テプン）：パク・ヨンソ / 少年期：イ・ソクミン

ユシンに長く仕えている龍華香徒（ヨンファヒャンド）の小柄な郎徒。
- ヤンギル：ソ・ガン

アルチョンに長く仕えている飛天之徒（ピチョンジド）の太眉の郎徒。
- カターン：Mametkulovs Mansur

ローマの商人。
- チャンホン：チョン・ハノン

チンピョン王の侍従。
- チョソン：イ・ウンジョン

チョンミョンの侍女。
- サムォル：チン・ギョン

遊花（ユファ。郎門（ナンムン）に属する女性）。
- 周真（チュジン）：パク・ヨンジ

ピルタンの父。上州の幢主。
中小貴族の筆頭的な存在で、セジョンと親しい。徐羅伐に最も近い州である上州に強大な私兵を持っている。
- 首乙夫（スウルブ）：チェ・ハノ

中小貴族の大等。
史実では、上大等。
- 廉宗（ヨムジョン）：オム・ヒョソプ

賭場の主。
政商として、他国にも情報網を持ち、私兵をも有する。ムンノの『三韓地勢』執筆の支援者でもある。商人らしく損得で生きており、己の利益を追求するためには手段を選ばない。
史実では、貴族。
- フクサン：パク・チョンウ

侍衛府の兵士。

## 日本語版スタッフ
- 翻訳：舟見恵香、朴理恵
- 日本語版制作：グロービジョン
- 配給：ポニーキャニオン

## 関連商品

### DVD
ポニーキャニオンにて「善徳女王<ノーカット完全版>」が発売。

（2023年時点でDVD（レンタル含む）およびブルーレイはすべて廃盤、コンパクトDVD-BOX1&2のみ販売中）

なお字幕版・吹替版ともに劇伴（劇中伴奏音楽）は日本独自編集となっており（レンタル、ブルーレイ、コンパクトDVD-BOXも同様）、韓国で放送され現在はYouTubeで無料公開中のオリジナル版（英語など各国字幕ありも日本語字幕はなし）とは異なっている。
音声・字幕情報

音声：1）オリジナル（韓国語） 2chステレオ 2）日本語吹替 2chステレオ

字幕：1）日本語字幕 2）用語解説付き日本語字幕 3）吹替用字幕
- 善徳女王 DVD-BOX I (1話 - 8話) (2010年3月15日発売)
- 善徳女王 DVD-BOX II (9話 - 16話) (2010年4月21日発売)
- 善徳女王 DVD-BOX III (17話 - 24話) (2010年5月19日発売)
- 善徳女王 DVD-BOX IV (25話 - 32話) (2010年6月16日発売)
- 善徳女王 DVD-BOX V (33話 - 40話) (2010年7月21日発売)
- 善徳女王 DVD-BOX VI (41話 - 48話) (2010年8月18日発売)
- 善徳女王 DVD-BOX VII (49話 - 56話) (2010年9月15日発売)
- 善徳女王 DVD-BOX VIII (57話 - 62話最終話) (2010年10月20日発売)

レンタル
- 善徳女王 (1話 - 8話) (2010年3月3日レンタル開始)
- 善徳女王 (9話 - 14話) (2010年4月7日レンタル開始)
- 善徳女王 (15話 - 20話) (2010年5月7日レンタル開始)
- 善徳女王 (21話 - 26話) (2010年6月2日レンタル開始)
- 善徳女王 (27話 - 32話) (2010年7月7日レンタル開始)
- 善徳女王 (33話 - 38話) (2010年8月4日レンタル開始)
- 善徳女王 (39話 - 44話) (2010年9月2日レンタル開始)
- 善徳女王 (45話 - 50話) (2010年10月2日レンタル開始)
- 善徳女王 (51話 - 56話) (2010年11月2日レンタル開始)
- 善徳女王 (57話 - 62話最終話) (2010年12月2日レンタル開始)